# شرکت موتورسیکلت نورتون
شرکت موتورسیکلت نورتون (در گذشته با نام نورتون موتورسیکلت) یک برند قدیمی موتورسازی واقع در سولیهال و بیرمنگام انگلستان است. برای چندین سال در حدود سال ۱۹۹۰ میلادی، حق استفاده از این برند در اختیار سرمایه‌گذاران مالی مستقر در آمریکای شمالی بود. در حال حاضر، این برند متعلق به غول موتورسیکلت‌سازی هند، شرکت تی‌وی‌اس موتور است.
شرکت در سال ۱۸۹۸ به‌عنوان یک تولیدکننده «اتصالات و قطعات برای تجارت دوچرخ» تأسیس شد. تا سال ۱۹۰۲، این شرکت تولید موتورسیکلت با استفاده از موتورهای خریداری‌شده را آغاز کرد. در سال ۱۹۰۸، یک موتور ساخت نورتون به خط تولید اضافه شد. این آغازگر یک دوره طولانی تولید موتورسیکلت‌های تک‌سیلندر و در نهایت دو سیلندر نورتون و همچنین تاریخچه‌ای طولانی در مسابقات موتورسواری بود. در طول جنگ جهانی دوم، نورتون نزدیک به ۱۰۰٬۰۰۰ دستگاه از مدل‌های نظامی 16H و Big 4 با موتور‌های سایدوالو تولید کرد.
شرکت Associated Motor Cycles در سال ۱۹۵۳ این شرکت را خریداری کرد. در سال ۱۹۶۶، این شرکت به‌عنوان نورتون-ویلیِرز، بخشی از Manganese Bronze Holdings، بازسازی شد و در سال ۱۹۷۳ با شرکت بی‌اس‌ای (BSA) ادغام شد و شرکت نورتون ویلیِرز ترایمف را تشکیل داد.
در اواخر سال ۲۰۰۸، استوارت گارنر، یک تاجر بریتانیایی، حقوق نورتون را از برخی شرکت‌های آمریکایی خریداری کرد و نورتون را در محل جدید خود در دونینگتون پارک بازراه‌اندازی کرد، جایی که قرار بود مدل نورتون کماندو ۹۶۱ سی‌سی و طیفی جدید از موتورسیکلت‌های نورتون توسعه یابد.
این شرکت در ژانویه ۲۰۲۰ ورشکسته شد. در آوریل ۲۰۲۰، مدیران BDO با فروش برخی از دارایی‌های کسب‌وکار گارنر به شرکتی جدید که به تولیدکننده هندی تی‌وی‌اس موتور مرتبط بود، موافقت کردند.

## نگارخانه

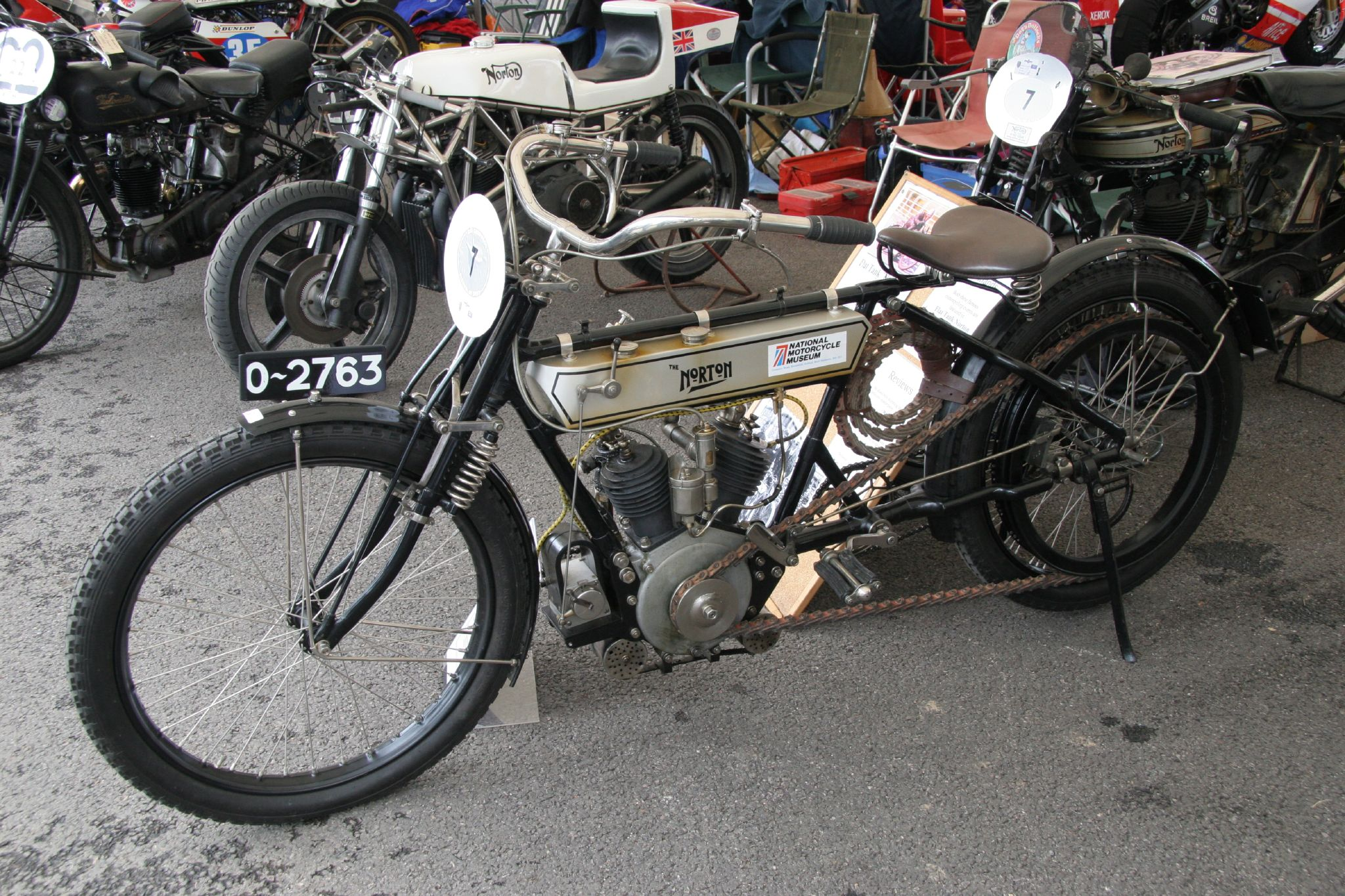
یک موتور سیکلت تولید ۱۹۰۷ میلادی
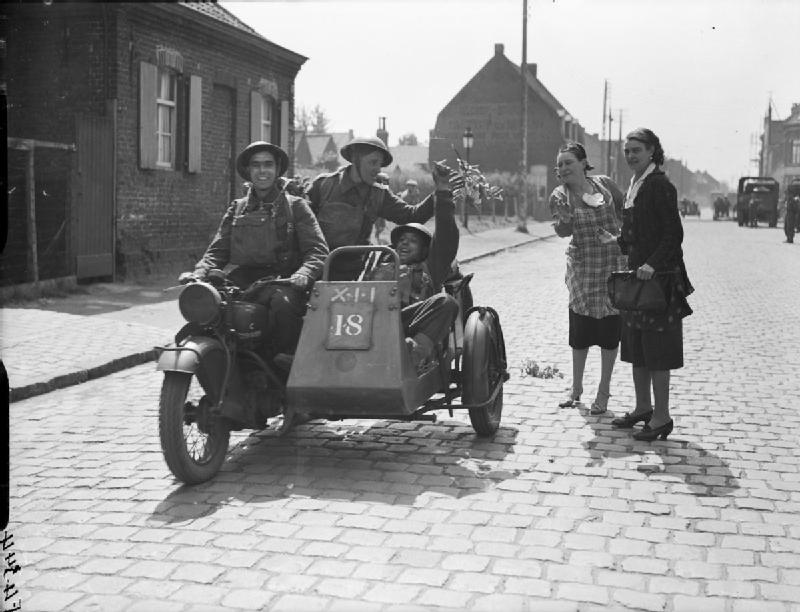
سربازان ارتش بریتانیا در جریان جنگ دوم جهانی، سوار بر یک موتورسیکلت تولید نورتون در بلژیک و فرانسه
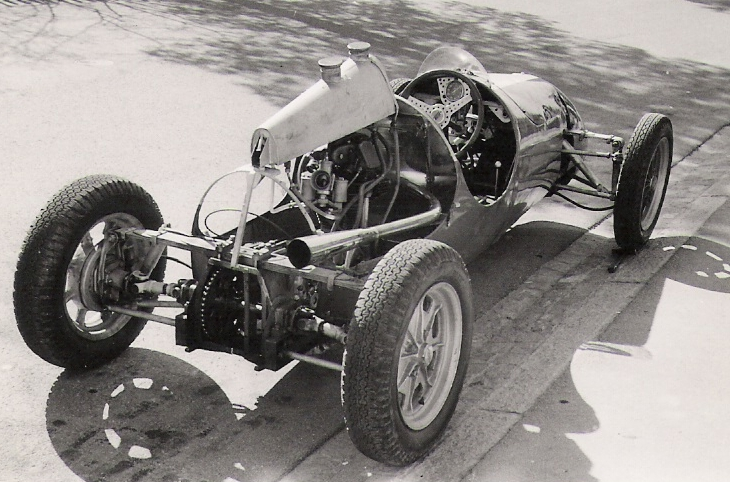
موتور نورتون منکس در خودروی مسابقه‌ای کوپر فرمول ۵۰۰
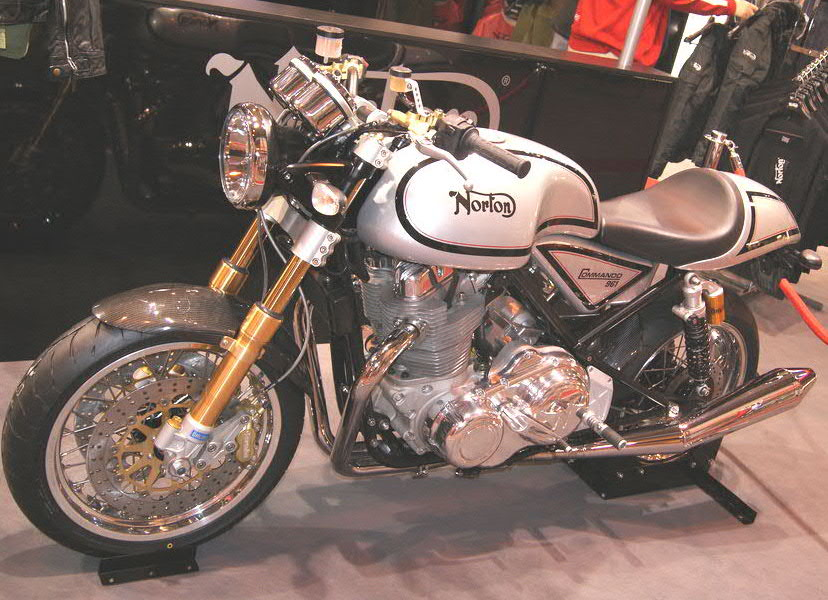
نورتون کاماندو ۹۶۱ تولید ۲۰۰۹ میلادی
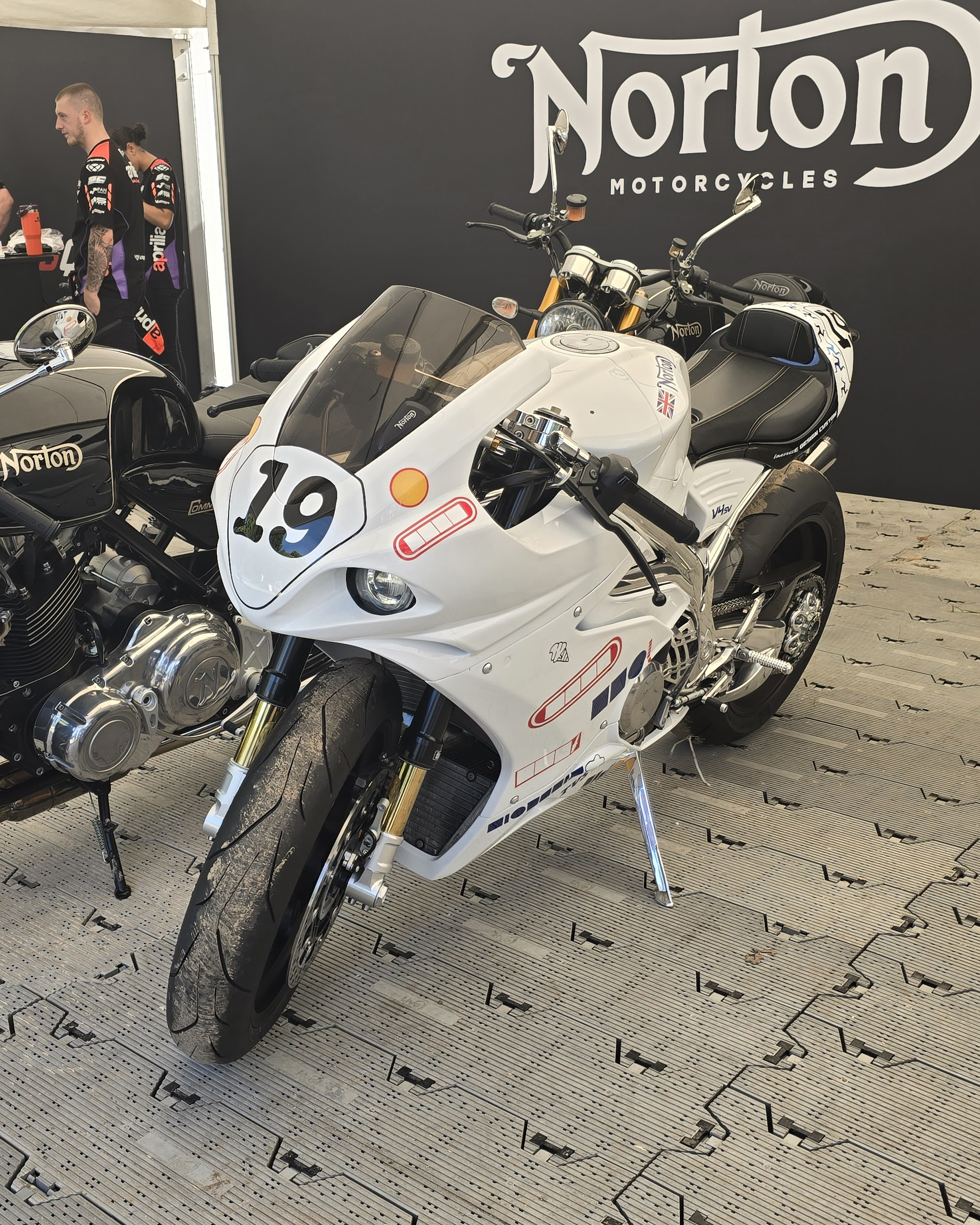
یک نورتون V4SV با موتور ۱۲۰۰ سی‌سی